# Saint-Martin-d'Ollières
 Saint-Martin-d'Ollières  es una población y comuna francesa, situada en la región de Auvernia, departamento de Puy-de-Dôme, en el distrito de Issoire y cantón de Jumeaux.

## Demografía
| 293 | 260 | 202 | 174 | 169 | 160 |
| Para los censos de 1962 a 1999 la población legal corresponde a la población sin duplicidades (Fuente: INSEE [Consultar]) |     |     |     |     |     |